# Королівська тютюнова фабрика
Королі́вська тютюно́ва фа́брика (ісп. Real Fábrica de Tabacos) — історична будівля в Севільї, побудована в XVIII столітті для розміщення першої в Європі тютюнової фабрики. Один з найблискучіших зразків промислової архітектури дореволюційної епохи.
Будівля зводилася в 1728-1770, оточена ровом. Комплекс споруд тютюнової фабрики Севільї — другий в Іспанії за своєю величиною після Ескоріалу. Саме в цьому будинку трудилася знаменита Кармен з однойменної новели Проспера Меріме, який відвідав севільську тютюнову фабрику на початку XIX століття.
В XIX столітті на цій фабриці вироблялося не менше трьох чвертей всіх європейських сигар.
З середини 1950-х в будівлі Королівської тютюнової фабрики розміщуються ректорат та деякі факультети Севільського університету.

## Галерея

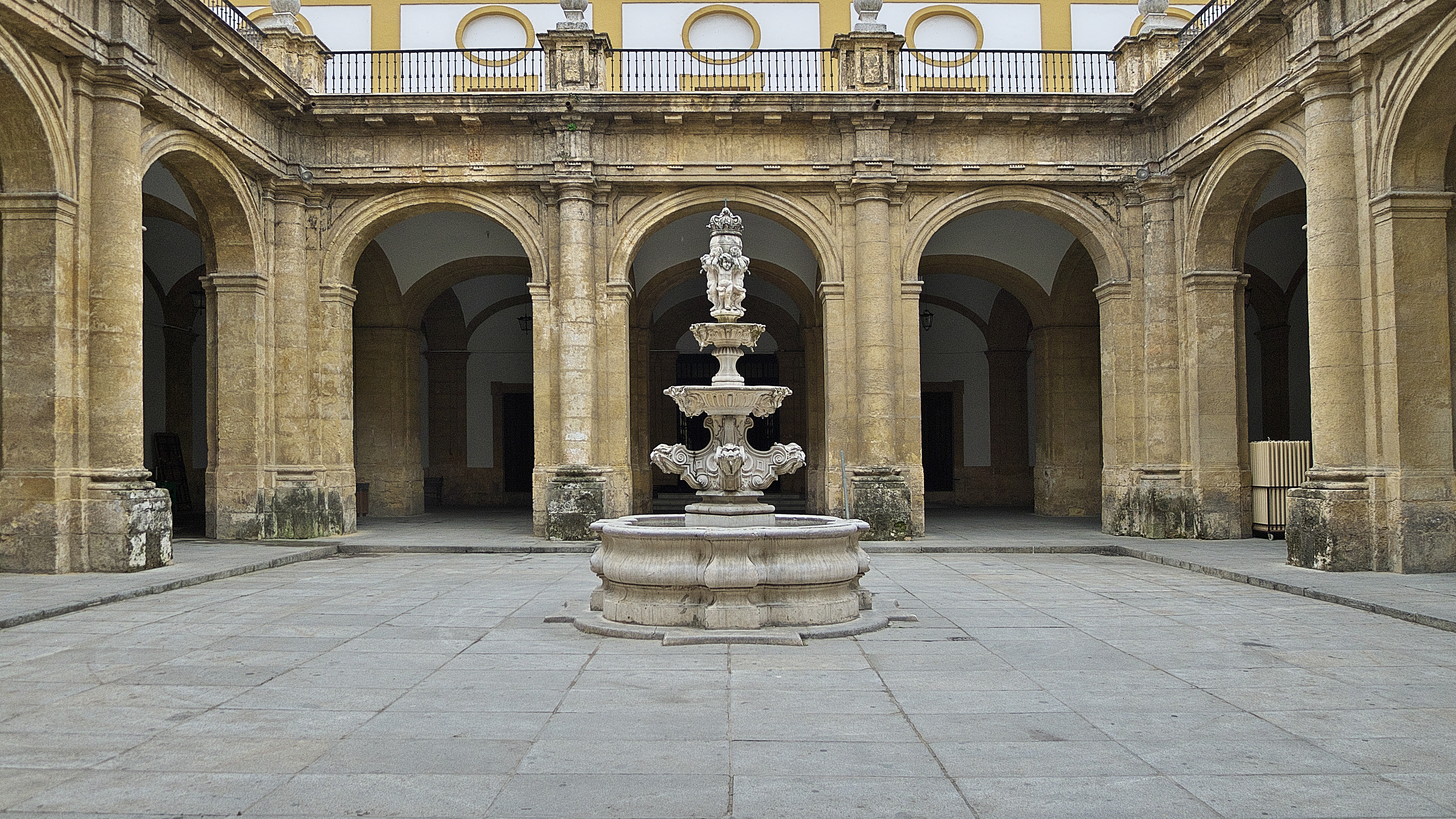
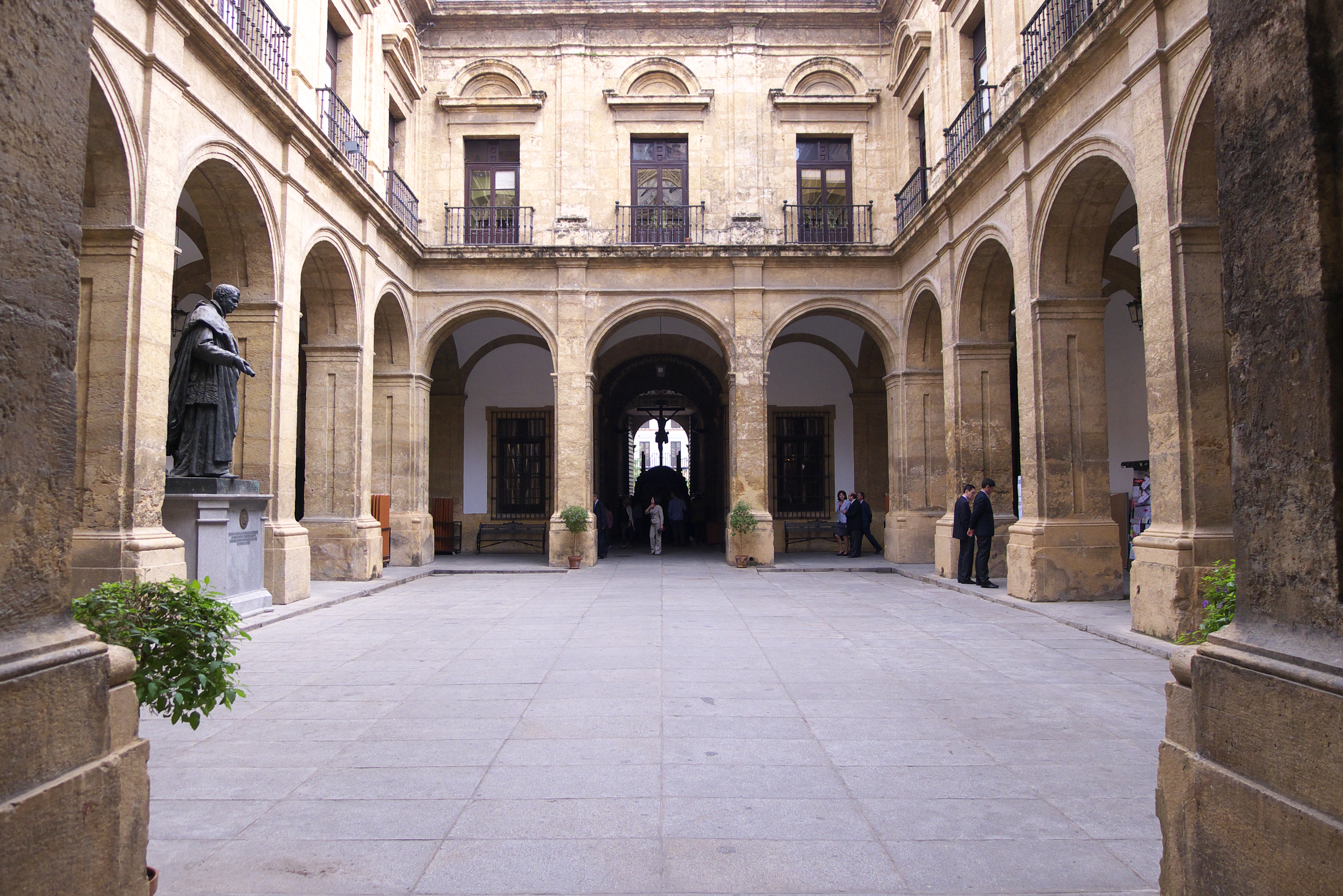
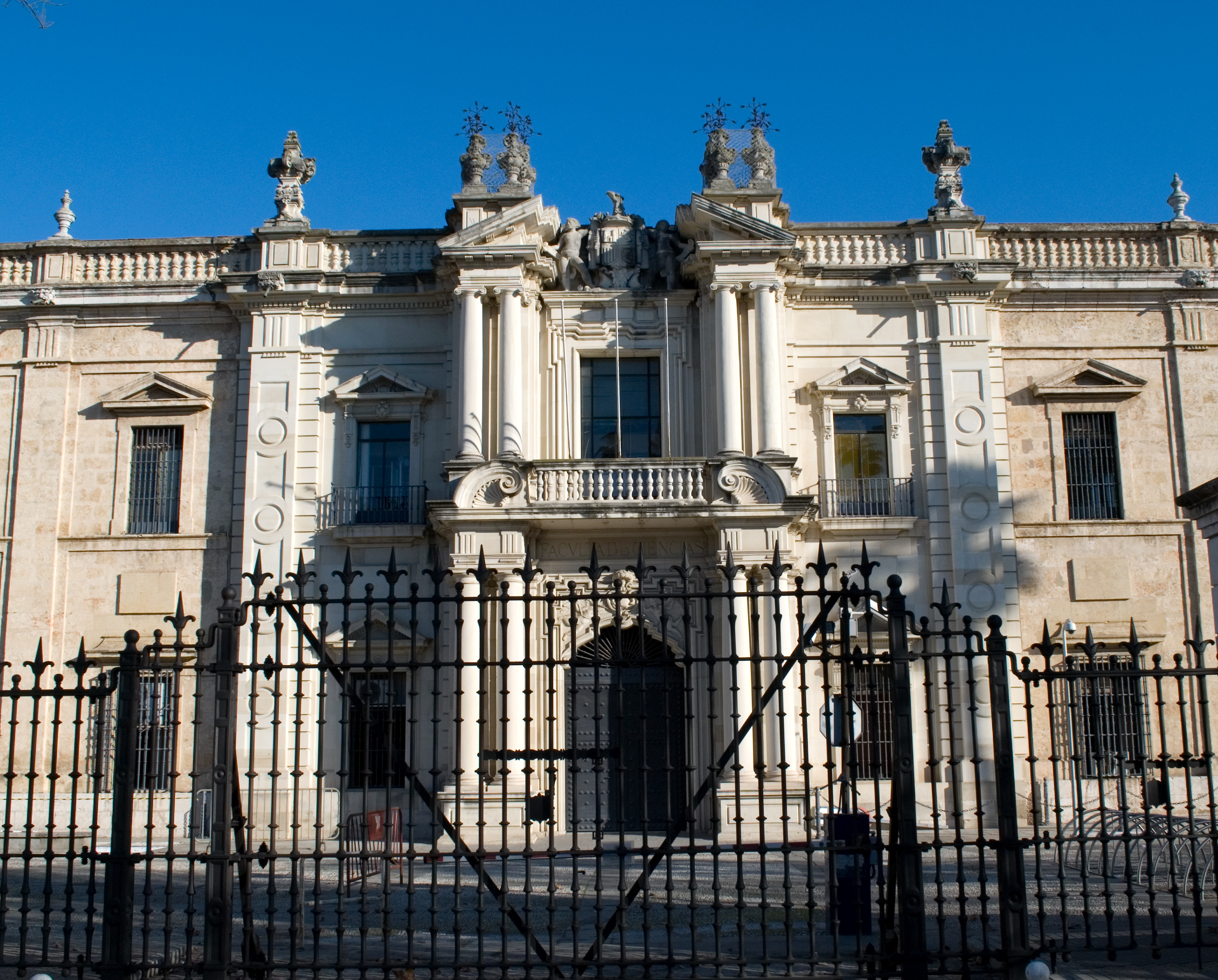
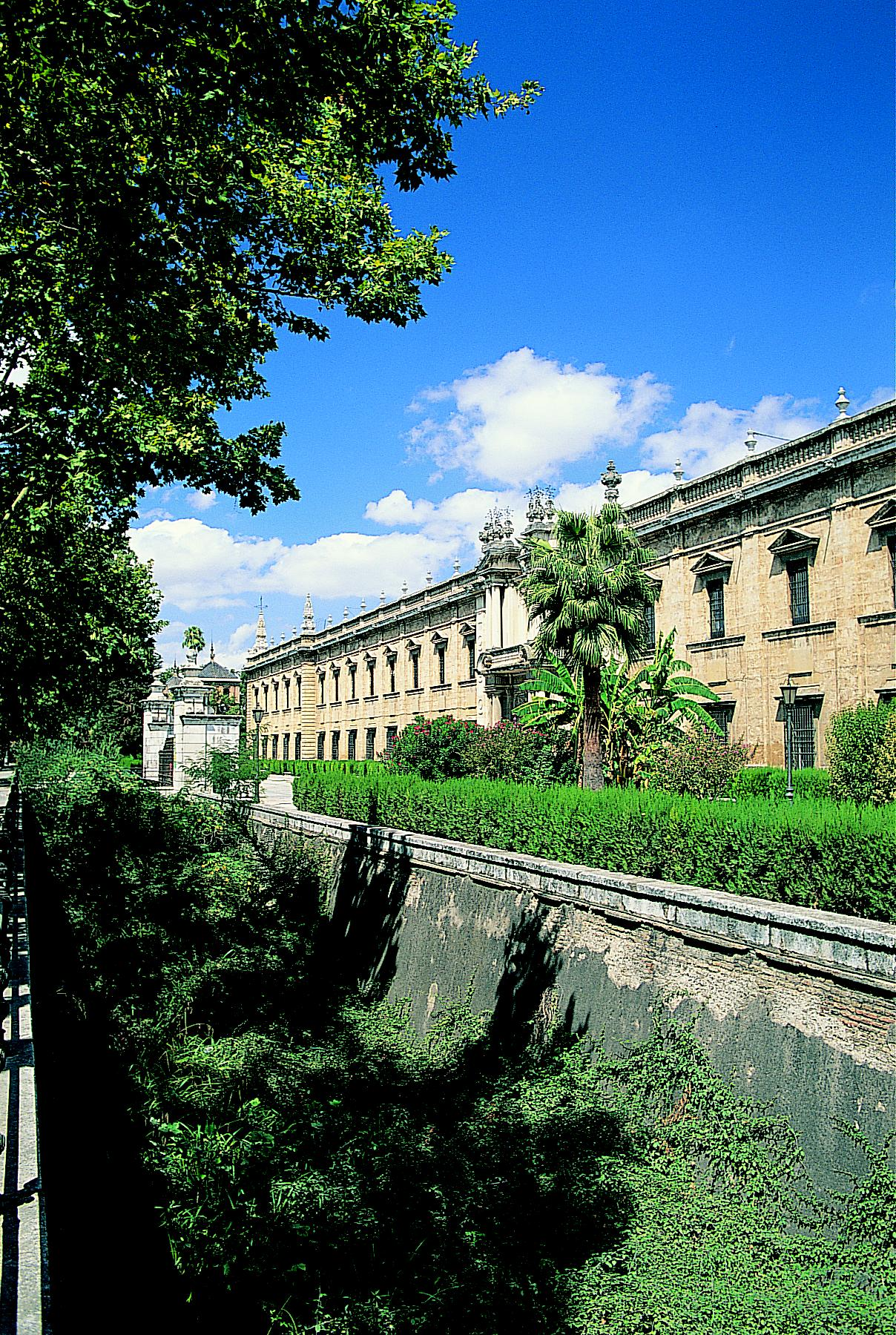